# Helenafallet
Helenafallet (alternativt skrivet som Helena-fallet) är ett svenskt utredningsfall, som avser försvinnandet den 14 juni 1992 av den då 21/22-åriga kvinnan Helena Andersson (född 1970) från Mariestad. Ända sedan dagen hon försvann har flera misstänkta personer blivit gripna och senare blivit frisläppta utan något åtal. Detta försvinnande har även alltsedan 1992 fått stor uppmärksamhet i media.

## Försvinnande

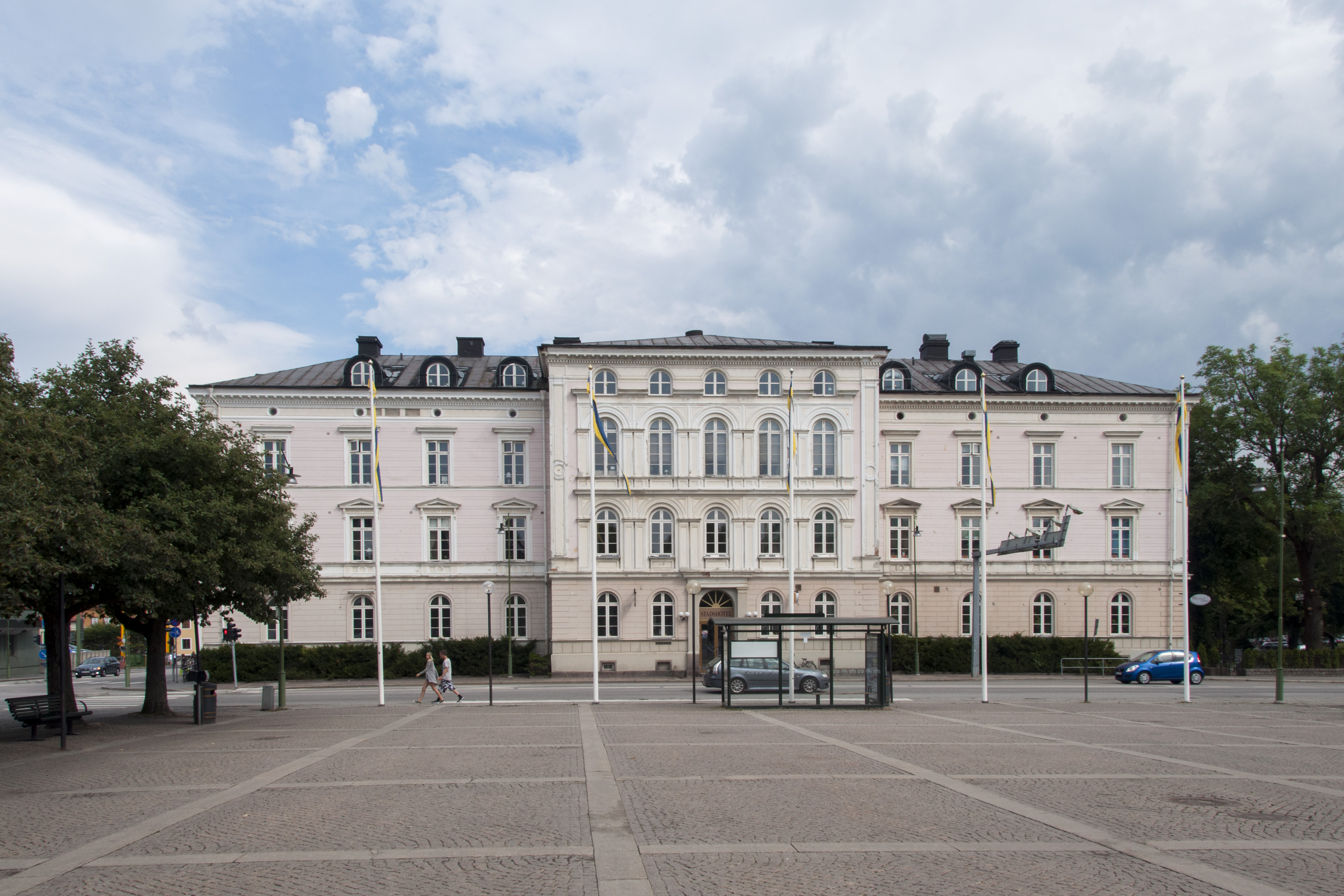
Stadshotellet i Mariestad, platsen där Helena Andersson senast sågs i livet, strax innan hon försvann.

Helena Andersson hade dagen innan sitt försvinnande deltagit på en inflyttningsfest hemma hos en väninna i Töreboda, för att sedan tillsammans med sin äldre syster Ulrika Andersson och ett gäng andra väninnor åka in och fortsätta med festligheterna på stadshotellet i hemstaden Mariestad. Senare vid klockan 02.00 på morgonen den 14 juni 1992 så bestämde hon sig för att lämna stadshotellet och gå hem till fots. En timme senare hördes ett kvinnoskrik i närheten av den bostad där Helena Andersson bodde tillsammans med sina föräldrar, och strax därefter såg vittnen en bil köra på en gång- och cykelbana mot platsen där mordet troligen skedde för att sedan köra därifrån samma väg några minuter senare. Hennes skor (ett par sandaler) och hennes ringar kunde därefter hittas cirka hundra meter från hennes och föräldrarnas hem, följt av en del droppar blod längs vägen. Man har sedan dess inte kunnat höra eller lokalisera Andersson, oavsett om hon har varit död eller inte. Den första misstänkta personen var en man ifrån Danmark, som hade setts köra omkring i en vit bil, och som dessutom hade blivit påstådd till att ha plockat upp Helena Andersson, och sedan kört iväg med henne ifrån stadshotellet. Denna man blev senare gripen, men han skulle dock senare komma att bli frisläppt.

## Utredning och gripanden
Under sommaren 2019 kunde man hitta spår av tre olika människor, som fanns på Helena Anderssons sandaler. I augusti 2021 blev en man i sextioårsåldern gripen, i samband med undersökningen kring hennes försvinnande. Denna man skulle senare komma att bli frisläppt, men han är än idag (september 2024) fortfarande misstänkt för själva försvinnandet.
År 2020 satte polismyndighetens specialiserade grupp för "kalla fall" i Göteborg igång med att undersöka fallet. Under kvällen strax innan Helena försvann så hade hon ringt till systern Ulrika Andersson, och frågat henne om hon hade sett hennes då borttappade plånbok. Systern hade vid det tillfället sagt att hon skulle fixa så att en taxi skulle komma och köra hem henne, men Helena å andra sidan, hade då bestämt sig för att gå hela vägen hem till sin och föräldrarnas dåvarande bostad.
Två ringar och ett par sandaler tillhörande Helena Andersson hittades dagen efter att hon hade försvunnit. Flera vittnen hade även berättat för polisen att de hade sett en vit, alternativt en ljusfärgad bil, i närheten av den plats där dessa tillhörigheter hade hittats. Den sextioårige man, som fö rövrigt fortfarande är misstänkt för försvinnandet av Helena Andersson, råkade nämligen ha en vit bil vid tiden av själva försvinnandet, men den har dessvärre redan hunnit bli skrotad efter det att Andersson försvann. Vittnen har dock kunnat höra ett högt och hjärtskärande skrik, som de ganska så snabbt har kunnat knyta till en ung kvinna.
Under år 2017 blev ytterligare en misstänkt man gripen för Anderssons försvinnande, men blev senare även han frisläppt. Denna man skulle även komma att bli känd i media som "mannen i pilotglasögon".
År 2010 blev en vit Volvo 744, som tidigare hade tillhört en avliden man i åttioårsåldern (som hade dött i en villabrand), undersökt för bevis av utredare, detta efter tips från allmänheten. Denna bil skulle senare visa sig inte ha någonting med varken Helena Andersson eller hennes försvinnande att göra.
I september 2021 kunde utredare meddela att DNA:t tillhörande den misstänkte sextioåringen hade skickats in för analys till NFC, för att man då skulle kunna matcha det tillsammans med de blodspår, som hade hittats på Helena Anderssons sandaler. Efter gripandet av denna man, så kunde polisen även genomföra en genomsökning av hans hem, samt även av det området där Helena försvann, helt utan några avslöjanden till media. Försvinnandet har även kunnat kopplas till mördaren Anders Eklund, men något åtal kring det har inte kunnat väckas. Den 20 juni 2022 blev det beslutat av handläggande åklagare, att man skulle lägga ner utredningens alla ärenden. I september 2024 blev fallet dock återigen aktuellt, i samband med att en podd om själva händelserna hade blivit släppt.